# Inicijacija
Inicijacija (lat. initiatio, posveta), postupak upućivanja u principe, tajne ili tehnike rada. Kod primitivnih plemena, to je svečanost kojom su mladi putem obreda postajali punopravni članovi zajednice. Sastoji se od ispita, iskušenja, obrezivanja, prividnog ubijanja koje simbolizira smrt i ponovno rađanje, kao i pouka o religiji, tradiciji i sličnom.
Primjeri inicijacije uključuju kršćansko krštenje i krizmu, židovsku bar-mizvu, ulazak u članstvo tajnog društva i sl.

## Tri tipa inicijacije

### Plemenska inicijacija
Tu je riječ o obredu primanja pripadnika plemena u punopravno članstvo, što označava prijelaz iz maloljetničke u odraslu dob.

### Inicijacija u tajna društva
Postupak uvođenja u tajno društvo kroz niz inicijacijskih postupaka kroz koje posvećenik mora proći kako bi postao član tajnog društva.

### Okultna inicijacija
Inicijacija je prisutna prilkiom primanja članova u različita tajna udruženja i kultove, prilikom čega se izvode obredi magično-simboličnog karaktera.